# Izumiōtsu

Izumiōtsu (泉大津市 Izumiōtsu-shi?) este un municipiu din Japonia, prefectura Osaka.